# Bob Downs

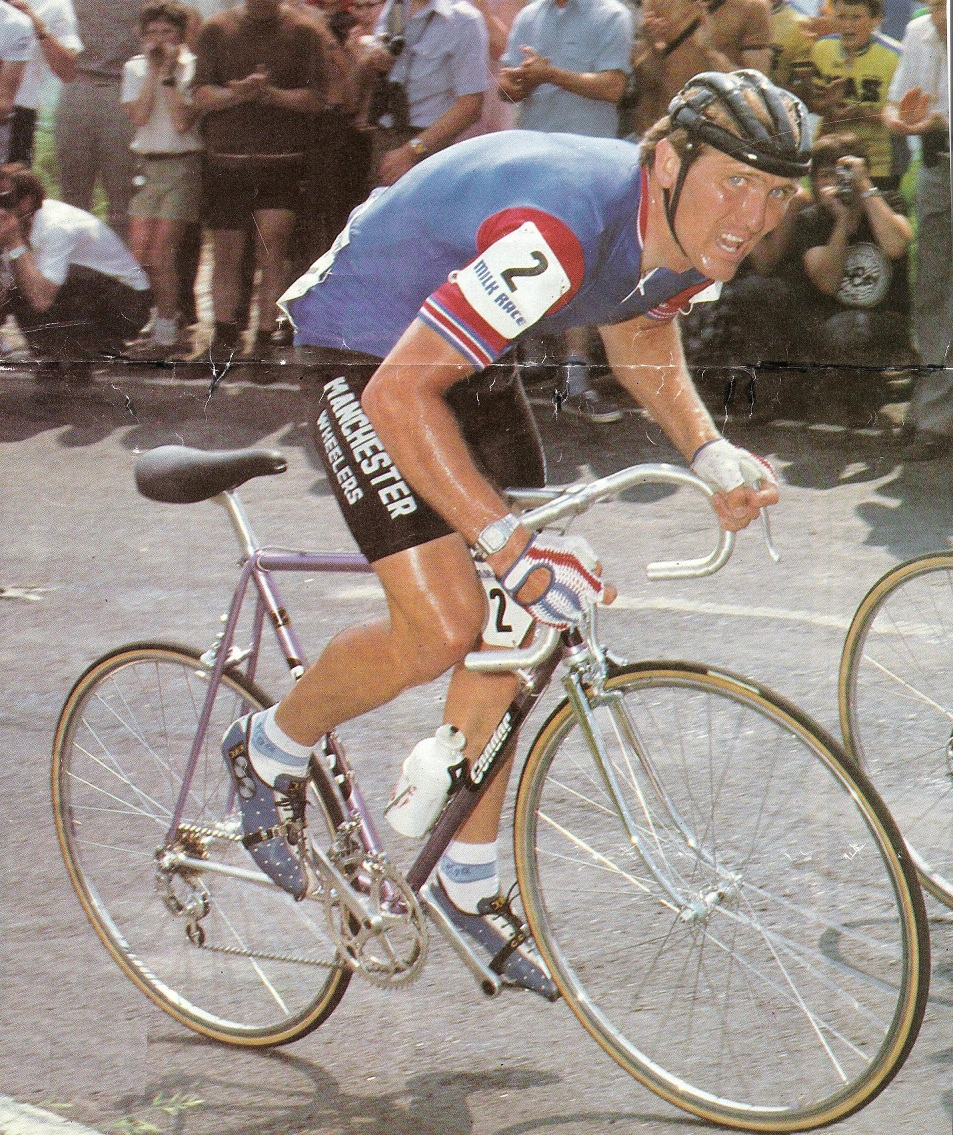
Bob Downs (2012)

Robert „Bob“ Downs (* 27. Juli 1957 in Basildon) ist ein ehemaliger britischer Radrennfahrer und nationaler Meister im Radsport.

## Sportliche Laufbahn
Er war Teilnehmer der Olympischen Sommerspiele 1980 in Moskau. Im Mannschaftszeitfahren wurde er mit Des Fretwell, Steve Jones und Joe Waugh auf dem 9. Rang klassiert.
Downs hatte schon eine Vielzahl von Eintagesrennen und kleineren Etappenrennen in Großbritannien gewonnen, ehe ihm 1974 mit dem Sieg in der Irland-Rundfahrt ein erster bedeutender internationaler Erfolg gelang. 1975 bestritt er auch die Internationale Friedensfahrt, die er auf dem 41. Rang beendete, 1980 schied er aus. 1977 wurde er Vierter im Milk-Race und gewann mit dem Gran Premio della Liberazione das bedeutendste internationale Eintagesrennen für Amateure in Italien. Beim Sieg von Jan Brzeźny im Milk-Race 1978 wurde er Dritter. 1979 wurde er britischer Meister im Mannschaftszeitfahren gemeinsam mit Phil Griffith, Joe Waugh und Eddie Adkins. Den Titel konnte dieser Vierer 1980 verteidigen. Dazu kam der Sieg im Sealink International Grand Prix, einem Etappenrennen mit starker internationaler Besetzung. 1981 siegte er in der Tour of the Cotswolds. 1982 wurde er wieder Meister im Mannschaftszeitfahren. 
Bei den Commonwealth Games gewann er die Goldmedaille im Mannschaftszeitfahren mit Malcolm Elliott, Steve Lawrence und Joe Waugh. Die Irland-Rundfahrt gewann er 1984 vor Hans-Henrik Ørsted, dazu holte er einen Etappensieg und gewann die Bergwertung.
Von 1984 bis 1989 war er Berufsfahrer in britischen Radsportteams. 1984 startete er bei den UCI-Straßen-Weltmeisterschaften, schied aber aus dem Rennen aus.